# Patonia mclaughlinae
Patonia mclaughlinae is een garnalensoort uit de familie van de Palaemonidae. De wetenschappelijke naam van de soort is voor het eerst geldig gepubliceerd in 2006 door Mitsuhashi & Chan.